# Championnats panaméricains juniors d'athlétisme 2003
Navigation
Champ. panaméricains juniors 2001 Champ. panaméricains juniors 2005
Les 12es Championnats panaméricains juniors d'athlétisme ont eu lieu à Bridgetown à la Barbade, du 18 au 20 juillet 2003.

## Faits marquants

### Hommes
| Épreuve | Or                                                                       | Or                    | Argent                                                                 | Argent             | Bronze                                                       | Bronze             |
| --- | ------------------------------------------------------------------------ | --------------------- | ---------------------------------------------------------------------- | ------------------ | ------------------------------------------------------------ | ------------------ |
| 100 m | Churandy Martina Antilles néerlandaises                                  | 10 s 33               | Kenny O'Neal États-Unis                                                | 10 s 42            | Tesfa Latty Jamaïque                                         | 10 s 47            |
| 200 m | Usain Bolt Jamaïque                                                      | 20 s 13 WYB, =WJR, CR | David Neville États-Unis                                               | 20 s 63            | Jorge Sena Brésil                                            | 20 s 70            |
| 400 m | Ashton Collins États-Unis                                                | 45 s 59               | Jeremy Wariner États-Unis                                              | 45 s 63            | Michael Mathieu Bahamas                                      | 46 s 47            |
| 800 m | Thiago Chyaromont Brésil                                                 | 1 min 48 s 76         | Simeon Bovell Trinité-et-Tobago                                        | 1 min 49 s 54      | Michael McGrath États-Unis                                   | 1 min 50 s 16      |
| 1 500 m | Maury Surel Castillo Cuba                                                | 3 min 47 s 13         | Kurt Benninger Canada                                                  | 3 min 49 s 08      | Michael Woods Canada                                         | 3 min 50 s 93      |
| 5 000 m | Galen Rupp États-Unis                                                    | 14 min 20 s 29        | Arturo Merced Mexique                                                  | 14 min 30 s 68     | Maury Surel Castillo Cuba                                    | 14 min 38 s 04     |
| 10 000 m | Brett Gotcher États-Unis                                                 | 30 min 39 s 51        | Jonathan Castañeda Mexique                                             | 30 min 40 s 04     | Deivis Sanches Venezuela                                     | 30 min 40 s 66     |
| 3 000 m steeple | Cristián Patiño Équateur                                                 | 9 min 05 s 70         | Kevin Davis États-Unis                                                 | 9 min 06 s 20      | Jean Calzadilla Venezuela                                    | 9 min 06 s 25      |
| 110 m haies (Vent : +0,0 m/s) | Kenneth Fergusson États-Unis                                             | 13 s 60               | Dexter Faulk États-Unis                                                | 13 s 82            | Jesse King Barbade                                           | 14 s 46            |
| 400 m haies | Kenneth Fergusson États-Unis                                             | 50 s 07               | Isa Phillips Jamaïque                                                  | 50 s 95            | Javier Culson Porto Rico                                     | 51 s 10            |
| Saut en hauteur | Keith Moffatt États-Unis                                                 | 2,20 m                | Mark Dillon Canada                                                     | 2,15 m             | Michael Morrison États-Unis                                  | 2,10 m             |
| Saut à la perche | Germán Chiaraviglio Argentine                                            | 5,15 m                | João Gabriel Sousa Brésil                                              | 5,00 m             | Jason Wurster Canada                                         | 4,90 m             |
| Saut en longueur | Wilfredo Martínez Cuba                                                   | 7,70 m (+0,2 m/s)     | David Giralt Cuba                                                      | 7,63 m (+0,0 m/s)  | Ronald Hill États-Unis                                       | 7,58 m (+0,0 m/s)  |
| Triple saut | David Giralt Cuba                                                        | 16,93 m PB (−0,5 m/s) | Ayata Joseph Antigua-et-Barbuda                                        | 16,29 m (+0,1 m/s) | Leonardo dos Santos Brésil                                   | 15,66 m (+0,1 m/s) |
| Lancer du poids | Garrett Johnson États-Unis                                               | 19,95 m               | Noah Bryant États-Unis                                                 | 19,40 m            | Gustavo de Mendonça Brésil                                   | 19,24 m            |
| Lancer du disque | Gustavo de Mendonça Brésil                                               | 58,76 m               | Adam Kuehl États-Unis                                                  | 55,41 m            | Jim Steacy Canada                                            | 55,26 m            |
| Lancer du marteau | Jim Steacy Canada                                                        | 70,70 m               | Nick Owens États-Unis                                                  | 65,13 m            | Leandro Benetti Argentine                                    | 64,76 m            |
| Lancer du javelot | Júlio César de Oliveira Brésil                                           | 68,42 m               | Justin Ryncavage États-Unis                                            | 68,30 m            | Thomas Jordan États-Unis                                     | 63,57 m            |
| Décathlon | Donavan Kilmartin États-Unis                                             | 7 486 pts CR          | Matías López Argentine                                                 | 6 635 pts          | Freddy Díaz Venezuela                                        | 6 616 pts          |
| 10 000 m marche | Francisco Flores Mexique                                                 | 46 min 27 s 34        | Eder Sánchez Mexique                                                   | 46 min 27 s 41     | Carlos Borgoño Chili                                         | 46 min 28 s 70     |
| 4 × 100 m | États-Unis Carlos Moore Aaron Collins Ashton Collins Willie Hordge       | 39 s 29 PB            | Jamaïque Winston Hutton Tesfa Latty Adrian Cephas Usain Bolt           | 39 s 40 PB         | Canada — Jamie Adjetey-Nelson Jonathan Suddaby Julien Dugal  | 41 s 74            |
| 4 × 400 m | États-Unis Elzie Coleman Jeremy Wariner Kenneth Fergusson Ashton Collins | 3 min 02 s 88 PB      | Canada Nathan Vadeboncœur Hank Palmer David Pedneault Cameron Sahaduth | 3 min 11 s 56      | Jamaïque Melhard Brown Kiel Browne Rohan Phipps Isa Phillips | 3 min 12 s 41      |
| Records et Performances - AR : Record continental (area record) - CR : Record des championnats (championship record) - MR : Record du meeting (meet record) - NR : Record national (national record) - OR : Record olympique (olympic record) - PR : Record paralympique (paralympic record) - PB : Record personnel (personal best) - SB : Meilleure performance personnelle de la saison (season's best) - WL : Meilleure performance mondiale de l'année (world leader) - WJR : Record du monde junior (world junior record) - WR : Record du monde (world record) Circonstances et Conditions - DNF : N'a pas terminé (did not finish) - DNS : N'a pas pris le départ (did not start) - DQ : Disqualification (disqualification) - NM : Aucun essai valable enregistré (No Mark) - Q : Qualifié « directement » au prochain tour (ou à la prochaine compétition), lors d'une compétition majeure, grâce au classement ou à la réalisation des minima (automatic qualifier) - q : Qualifié au prochain tour (ou à la prochaine compétition), lors d'une compétition majeure, grâce au repêchage ou à la réalisation de l'une des meilleures performances parmi celles des « non qualifiés directement » (grâce au meilleur temps ou à la meilleure distance par exemple) (secondary qualifier) |                                                                          |                       |                                                                        |                    |                                                              |                    |

### Femmes
| Epreuve | Or                                                                        | Or                    | Argent                                                                     | Argent             | Bronze                                                                        | Bronze                              |
| --- | ------------------------------------------------------------------------- | --------------------- | -------------------------------------------------------------------------- | ------------------ | ----------------------------------------------------------------------------- | ----------------------------------- |
| 100 m | Shalonda Solomon États-Unis                                               | 11 s 35               | Sherone Simpson Jamaïque                                                   | 11 s 44            | Wanda Hutson Trinité-et-Tobago                                                | 11 s 58                             |
| 200 m (Vent : +0,0 m/s) | Shalonda Solomon États-Unis                                               | 22 s 93 CR            | Anneisha McLaughlin Jamaïque                                               | 23 s 34            | Shana Cox États-Unis                                                          | 23 s 39                             |
| 400 m | Stephanie Smith États-Unis                                                | 52 s 52               | Angel Perkins États-Unis                                                   | 52 s 76            | Sonita Sutherland Jamaïque                                                    | 53 s 56                             |
| 800 m | Yuneisi Santiusti Cuba                                                    | 2 min 04 s 77         | Kayann Thompson Jamaïque                                                   | 2 min 05 s 54      | Carlene Robinson Jamaïque                                                     | 2 min 06 s 51                       |
| 1 500 m | Yuneisi Santiusti Cuba                                                    | 4 min 24 s 56         | Chantelle Dron États-Unis                                                  | 4 min 26 s 66      | Elizabeth Maloy États-Unis                                                    | 4 min 26 s 87                       |
| 3 000 m | Inés Melchor Pérou                                                        | 9 min 57 s 96         | Laura Zeigle États-Unis                                                    | 10 min 04 s 18     | Ángela Figueroa Colombie                                                      | 10 min 06 s 95                      |
| 5 000 m | Inés Melchor Pérou                                                        | 16 min 53 s 37        | Suzanna Larsen États-Unis                                                  | 17 min 09 s 20     | Amber Sayer États-Unis                                                        | 17 min 46 s 34                      |
| 2 000 m steeple (démonstration) | Angela Marvin États-Unis                                                  | 6 min 37 s 84         | Kelly Siefker États-Unis                                                   | 6 min 40 s 87      | Ángela Figueroa Colombie                                                      | 6 min 51 s 31                       |
| 100 m haies | Dawn Harper États-Unis                                                    | 13 s 42               | Alandra Sherman États-Unis                                                 | 13 s 80            | Keisha Brown Jamaïque                                                         | 13 s 86                             |
| 400 m haies | Amanda Dias Brésil                                                        | 58 s 09               | Josanne Lucas Trinité-et-Tobago                                            | 58 s 43            | Mackenzie Hill États-Unis                                                     | 58 s 61                             |
| Saut en hauteur | Sharon Day États-Unis                                                     | 1,85 m                | Levern Spencer Sainte-Lucie                                                | 1,83 m             | Chaunté Howard États-Unis                                                     | 1,81 m                              |
| Saut à la perche | Julene Bailey États-Unis                                                  | 4,05 m CR             | Kira Costa États-Unis Karla da Silva Brésil                                | 4,00 m             | Pas de médaille de bronze attribuée                                           | Pas de médaille de bronze attribuée |
| Saut en longueur | Yudelkis Fernández Cuba                                                   | 6,46 m CR (−0,4 m/s)  | Yuridia Bustamante Mexique                                                 | 6,20 m (+0,0 m/s)  | Renee Williams États-Unis                                                     | 6,19 m (−0,4 m/s)                   |
| Triple saut | Yudelkis Fernández Cuba                                                   | 13,89 m CR (+0,0 m/s) | Alyce Williams États-Unis                                                  | 12,87 m (+0,5 m/s) | Desiree Crichlow Barbade                                                      | 12,86 m (+0,1 m/s)                  |
| Lancer du poids | Michelle Carter États-Unis                                                | 16,23 m               | Zara Northover Jamaïque                                                    | 14,46 m            | Jennifer Dahlgren Argentine                                                   | 14,26 m                             |
| Lancer du disque | Amarachi Ukabam États-Unis                                                | 52,05 m               | Beth Mallory États-Unis                                                    | 50,91 m            | Shernelle Nicholls Barbade                                                    | 40,64 m                             |
| Lancer du marteau | Jennifer Dahlgren Argentine                                               | 58,61 m               | Beth Mallory États-Unis                                                    | 57,75 m            | Adriana Benaventa Venezuela                                                   | 56,81 m                             |
| Lancer du javelot | Erma Gene Evans Sainte-Lucie                                              | 49,67 m               | Krista Woodward Canada                                                     | 48,90 m            | Dalila Rugama Nicaragua                                                       | 48,61 m                             |
| Heptathlon | Juana Castillo République dominicaine                                     | 5 381 pts             | Nadina Marsh Jamaïque                                                      | 5 135 pts          | Janine Polischuk Canada                                                       | 5 101 pts                           |
| 10 000 m marche | Alessandra Picagevicz Brésil                                              | 52 min 27 s 57        | Josette Sepúlveda Chili                                                    | 53 min 04 s 51     | Johana Malla Équateur                                                         | 53 min 39 s 42                      |
| 4 × 100 m | États-Unis Ashley Owens Juanita Broaddus Alandra Sherman Shalonda Solomon | 44 s 00               | Jamaïque Jodi-Ann Powell Simone Facey Anneisha McLaughlin Sherone Simpson  | 44 s 24            | Trinité-et-Tobago Kerry Barrow Wanda Hutson Monique Cabral Kelly-Ann Baptiste | 45 s 15                             |
| 4 × 400 m | États-Unis Jasmine Lee Angel Perkins Natasha Hastings Stephanie Smith     | 3 min 34 s 08         | Jamaïque Camille Robinson Sonita Sutherland Maxine Foster Carlene Robinson | 3 min 41 s 26      | Canada Alecia Brown Bailey Lewis Holly Ratzlaff Patricia Mayers               | 3 min 43 s 54                       |
| Records et Performances - AR : Record continental (area record) - CR : Record des championnats (championship record) - MR : Record du meeting (meet record) - NR : Record national (national record) - OR : Record olympique (olympic record) - PR : Record paralympique (paralympic record) - PB : Record personnel (personal best) - SB : Meilleure performance personnelle de la saison (season's best) - WL : Meilleure performance mondiale de l'année (world leader) - WJR : Record du monde junior (world junior record) - WR : Record du monde (world record) Circonstances et Conditions - DNF : N'a pas terminé (did not finish) - DNS : N'a pas pris le départ (did not start) - DQ : Disqualification (disqualification) - NM : Aucun essai valable enregistré (No Mark) - Q : Qualifié « directement » au prochain tour (ou à la prochaine compétition), lors d'une compétition majeure, grâce au classement ou à la réalisation des minima (automatic qualifier) - q : Qualifié au prochain tour (ou à la prochaine compétition), lors d'une compétition majeure, grâce au repêchage ou à la réalisation de l'une des meilleures performances parmi celles des « non qualifiés directement » (grâce au meilleur temps ou à la meilleure distance par exemple) (secondary qualifier) |                                                                           |                       |                                                                            |                    |                                                                               |                                     |

## Tableau des médailles
| Rang | Nation                 | Or | Argent | Bronze | Total |
| ---- | ---------------------- | -- | ------ | ------ | ----- |
| 1    | États-Unis             | 20 | 18     | 10     | 48    |
| 2    | Cuba                   | 7  | 1      | 1      | 9     |
| 3    | Brésil                 | 5  | 2      | 3      | 10    |
| 4    | Argentine              | 2  | 1      | 2      | 5     |
| 5    | Pérou                  | 2  | 0      | 0      | 2     |
| 6    | Jamaïque               | 1  | 9      | 5      | 15    |
| 7    | Canada                 | 1  | 4      | 6      | 11    |
| 8    | Mexique                | 1  | 4      | 0      | 5     |
| 9    | Sainte-Lucie           | 1  | 1      | 0      | 2     |
| 10   | Équateur               | 1  | 0      | 1      | 2     |
| 11   | République dominicaine | 1  | 0      | 0      | 1     |
| 11   | Antilles néerlandaises | 1  | 0      | 0      | 1     |
| 13   | Trinité-et-Tobago      | 0  | 2      | 2      | 4     |
| 14   | Chili                  | 0  | 1      | 1      | 2     |
| 15   | Antigua-et-Barbuda     | 0  | 1      | 0      | 1     |
| 16   | Venezuela              | 0  | 0      | 4      | 4     |
| 17   | Barbade                | 0  | 0      | 3      | 3     |
| 18   | Bahamas                | 0  | 0      | 1      | 1     |
| 18   | Colombie               | 0  | 0      | 1      | 1     |
| 18   | Nicaragua              | 0  | 0      | 1      | 1     |
| 18   | Porto Rico             | 0  | 0      | 1      | 1     |